# Caudron Typhon
Caudron C.640 Typhon là một loại máy bay thông dụng tốc độ cao của Pháp trong thập niên 1930, do hãng Caudron-Renault chế tạo.

## Biến thể
- C.640 Typhon -
- C.641 Typhon
- C.670 Typhon – mẫu thử máy bay ném bom vận tốc cao.

## Quốc gia sử dụng
France
- Không quân Pháp

 Romania

## Tính năng kỹ chiến thuật (C.640)
Đặc điểm tổng quát
- Kíp lái: 2
- Chiều dài: 35 ft 11 in (10,95 m)
- Sải cánh: 47 ft 6¾ in (11,50 m)
- Chiều cao: 9 ft 10 in (3 m)
- Diện tích cánh: 301,40 ft² (28 m²)
- Trọng lượng rỗng: 3.594 lb (1630 kg)
- Trọng lượng cất cánh tối đa: 7.496 lb (3400 kg)
- Động cơ: 2 × Renault 6Q, 220 hp (164 kw)  mỗi chiếc

 Hiệu suất bay 
- Vận tốc cực đại: 249 mph (400 km/h)
- Tầm bay: 2.315 dặm (3725 km)
- Trần bay: 22.965 ft (7000 m)